# ザ・ハウス・オブ・ザ・デッド (ゲーム)
『ザ・ハウス・オブ・ザ・デッド』（The House of the Dead）は、1997年にセガより発売された、セガAM1研製作のアーケード用ガンシューティングゲーム。ザ・ハウス・オブ・ザ・デッドシリーズの1作目である。年代記では2番目の作品に当たる。

## ストーリー
オーバーキルから8年後の1998年12月18日、トーマス・ローガンとGは国際諜報機関・AMSからの指令を受け、パニックの中で切られたとみられる電話と、研究員失踪事件の関連を調べ始める。
そして、マッドサイエンティストに変貌したDr.キュリアンが非人道的な人体実験を行っていることを突き止めたローガンとGは、Dr.キュリアンが実験を行っていた洋館で生物学的に改良されたゾンビの群れを目にする。
電話の相手はローガンの恋人・ソフィーであり、ローガンにとってこの戦いは個人的な思い入れが強い。ローガンとGは自らの知力と拳銃を武器に、モンスターが外の人間に危害を加える前にキュリアンを見つけ出し、止めなければならない。

## システム
基本的にはガンシューティングだが、敵をゾンビとしたことが最大の特徴。接近されての攻撃が主だが、時として遠距離から斧やドラム缶を投げつけてくるゾンビもいるため油断はできない。視覚的にも接近されることの危険さ、何発も銃弾を当てる必要性にも説得力を出している。通常の敵は主に頭が弱点となっており、頭に当てると大ダメージを与え、結果的に早く倒せる他、得点も頭部への命中が一番高い（この「基本的な弱点は頭」という要素は後のシリーズにも受け継がれていく）。
本作の特徴の一つとして「ルート分岐システム」が存在。これはゲーム中に発生するイベントの結果や、道中にある特定のオブジェクトを撃って破壊したり、特定の敵を倒す、特定の順番で敵を倒すなど様々な行動や結果によってチャプター（面）内のルートが複数に分岐するというもの。そのため1回のプレイではゲームの全容を把握できず、様々な遊び方・攻略方法が存在するというのもあり、このシステムはリピーター確保にも効果的であった。このシステムは後のシリーズにも受け継がれ、定着していく。なお本作のみ、敵から攻撃を受けることでのみ進入できる（＝通るためには必ずライフを1つ減らす必要がある）ルートも存在する。
リロードは従来のガンシューティングゲーム同様に画面外を撃つことで行う。
初代にしてシリーズ中最も身体欠損描写が激しい。また、攻撃判定も最も忠実につけられており、例えば殴って攻撃するゾンビに殴られる直前でも腕を撃って欠損させれば攻撃が空振りし、ダメージを受けない（ただし、研究員はゾンビを部位欠損させても死亡する）。ただし、下半身はどれだけ撃っても欠損しないため、足を撃ち抜いて転倒させるといったことはできない。ゾンビにはそれぞれ体力が細かく設定されており、難易度ランクが高い状態だと上半身を吹き飛ばしても、HPが残っていれば下半身だけで体当たり攻撃してくることもある。
道中に転がる槍で刺された惨殺死体や血溜まり、食肉フックに吊るされた人間の上半身など、ゴア表現も他のシリーズに比べると過激である。

## キャラクター
トーマス・ローガン (Thomas Rogan)
本作での1P側の主人公。オフィシャルガイドによるとコードネームはEAGER EAGLE。年齢は32歳（1966年2月9日生まれ）、身長187cm、体重84kg。G曰く、真っ直ぐで正義感に溢れた男。AMSのエージェントであり、キュリアン邸の奇妙な出来事の調査を受け持つ。その一方で恋人でキュリアン邸の研究員であるソフィー・リチャーズを心配した後、キュリアン邸事件を解決してヒーローとなる。
Agent "G"
謎が多い2P側の主人公。オフィシャルガイドによるとコードネームはSILVER FANG。少ない情報の中で判明していることは、ローガンのパートナーであることのみ。生年月日は不明（35〜40歳位という説もある）、身長183cm、体重77kg。射撃能力に優れている。
喜怒哀楽がほとんど無く、沈着冷静。「目的を果たすためなら、どんな手段も正当化される」というデジタルな思考の持ち主であり、DBR研究所に派遣される前はDr.キュリアンの不審な行動を監視していた。
ソフィー・リチャーズ (Sophie Richards)
DBR研究所の科学者でありローガンの婚約者。29歳（『ザ・ハウス・オブ・ザ・デッド III』の時点では49歳）。彼女はDR.キュリアンの研究員の一人であり、生と死の本質の研究をしていた。Chapter1の終盤でChariotに壁に投げ飛ばされて昏倒。Chariotが倒された後、ローガンたちの目の前でキュリアンを止めてと言い残し、その直後死亡したと思われた。なお、本作はゲームのスコアによりマルチエンディングが用意されていて、「ゾンビ化したソフィーが出てくる」バッド、「実は生きていたソフィーが走り寄ってくる」グッド、「先述のどちらも登場しない」ノーマルエンドに分けられ、正史は実はソフィーが生きていたグッドエンディングとなる。
Dr.キュリアン (DR.Curien)
本作の黒幕で有名な生物学者であり遺伝学者。とある不幸な出来事をきっかけにマッドサイエンティストに変貌し、ゾンビやミュータントを外に解き放ってしまう。ローガンとGに追い詰められて自らが生み出した"最高傑作"「Magician」を解き放つが、その直後に「Magician」に攻撃されて殺される。
難病を患った息子、ダニエル・キュリアンが居たが、後に死亡してしまう。
かつてはDBRコーポレーションの所長であり、「ゼロから生命を宿す」を目標に研究を行っていた。しかし、その神をも恐れぬ行き過ぎた研究が政府に知られてしまい、解雇されてしまう。また、ダニエルが原因不明の病で死亡したのもこの頃であった。突然の解雇とダニエルの死が重なり、ついには人間不信に陥ってしまう。その後も自宅兼研究所の屋敷で研究を続けるも、次第に研究のテーマは「人間への復讐」へと変わっていく。

## ボス
製作者は全てDr.キュリアンである。
Chariot (Type 27) - チャリオット
Chapter 1 惨劇 〜Tragedy〜のボス。巨大な斧を振り回し、ガスマスク付きヘルメットと近未来的な外観の鎧で身を固めた巨大なゾンビ。その性質は非常に凶暴で、斧の餌食になった犠牲者は数知れない。侵入者を排除するために造られた存在で、普段は屋敷内を徘徊している。
ヘルメットや鎧で身を固めているが、以前潜入したエージェントとの壮絶な死闘の末にヘルメットの右目と鎧の右胸を破損しており、最初の鎧姿では弱点が鎧の右胸のひびになっている。
ダメージを一定量与えると自ら鎧を破壊して、本来の弱点の体を晒して裸で殴りかってくる。鎧を自ら破壊して弱点を晒す理由は、体から出ている触手から人の体液を吸い取り体力を回復するためである。攻撃が単調で弱点も晒しているため、どこを銃撃してもダメージを与えられるなど弱体化している。しかし同じ場所（頭と胴体が2発で腕と脚は1発）を撃つと、その場所の肉が剥がれて骨だけとなるため、銃撃が効かなくなる。Final Chapterで再登場するが、その際の鎧姿でも右目と右胸が破損したままで鎧姿の弱点が右胸のひびになっている。その後、ソーンハートによって発見され、サイブリッド化改造手術で『ハウス・オブ・ザ・デッド 〜スカーレット・ドーン〜』（以下、『SD』）で再登場。
斧に付いた血や裸の色は血の色の設定と同じになる。
Hangedman (Type 041) - ハングドマン
Chapter 2 復讐 〜Revenge〜のボス。顔にナイトビジョン、身体の各所にはプロテクターを着けたコウモリ型（顔は若干鳥っぽい）のヒューマノイドで、人語を使うなど知能は高い。狡猾かつ残忍な性格で、Chapter 1序盤ではローガンの恋人ソフィーを拉致して連れ去ったり、Chapter 2の戦闘開始前には2人の研究員を足で鷲掴みにしながら館の上空から登場し、そのまま足を離して転落死させている。
弱点は翼以外の体だが、1人プレイでも数発撃ち込まないと攻撃をキャンセルさせることができない。通常の敵と同様に、頭を撃てば高得点が入る。
コウモリのゾンビ“デビロン”に命令、攻撃させてくる。デビロンが全滅するか、体力が一定値まで減ると素早さを駆使して、爪で引っかいてきたり、頭突きを浴びせてくる。体力を一定値まで減らすと、ローガンたちを回廊から中庭へ突き落とし、彼らは途中の屋根の縁に掴まりぶら下がったままHangedmanを倒さなければならなくなる（もっとも単なる演出であり画面の揺れすら無いため、プレイに支障は全く無い）。また、攻撃時に「Die（死ね）」という言葉を発する。
Hangedmanの体力を一定値まで減らすと全てのデビロンが死滅する。Chariot同様にFinal Chapterで再び対峙することになるが、この時は攻撃スピードがやや緩やかになっており、頭突き攻撃はしてこない。なおかつ、デビロンの数が減っている。また、通路から落とそうとはしてこない。その後、ソーンハートによって瀕死状態で発見され、肉体改造で『SD』で再登場。
SS、PC版ではハード能力の都合上、頭部のデザインがアーケード版から大幅に簡略化されている。
Hermit (Type 6803) - ハーミット
Chapter 3 真実 〜Truth〜のボス。Dr.キュリアンのペットで白銀の鋼鉄のようなボディを持つ巨大なクモ。弱点は唯一柔らかい頭。普段は大人しいが、一度キュリアンの命令を受けると番犬の如く忠実に侵入者に攻撃を仕掛ける。Chapter 3に登場するクモ形のザコ敵“タラン”はHermitの分身とのこと。
脚先のカギ爪で引っかいたり、出糸突起から粘液を吐き出し攻撃してくる。
体を上下に揺する時は爪による攻撃で、体を回転させる時は粘液による攻撃というパターンがあるのだが、いずれにせよ弱点が画面の中心に来るので一点集中で射撃すれば簡単に倒せる。
Magician (Type 0もしくはTYPE00） - マジシャン
Final Chapter 終焉 〜The House of the dead〜のボス。Dr.キュリアンの最高傑作であり「人の上に立つ生物」として造られた生命体で本作の最終ボス。無機的なボディを持つ悪魔のような風貌で、体の色は灰色で弱点の部分が黒くなっている。弱点は装甲が欠如した右顔、左上腕、右下腕、左太股、右脛。
弱点は本来存在せず、完全無欠の存在として誕生するはずだったが、ローガンとGに追い詰められたDr.キュリアンが止むを得ずボディが未完成のまま誕生させる。予定ではDr.キュリアンの意のままに操れるようプログラムされていたが、謎の人物（正体は『ザ・ハウス・オブ・ザ・デッド 2』で判明する）によってデータを書き換えらてしまう。そのため、何者の命令も聞かずにただ破壊するだけの者として、生みの親であるDr.キュリアンを殺害する。本作での口調は片言で全て片仮名で表記される。
常に浮遊しており、火炎を操ることと残像を残すほどの高速移動が得意。耐久力のある火球を放ってくる他に、高速移動を繰り返した後は火炎を纏った拳で殴る。体力が少なくなるとローガンたちの攻撃をそらすために大量の火球を上空に放って降らせてくる。
最後はローガンとGの銃撃で敗北。「イツノヒカ・・・・カナラズフッカツ・・」と言い残し爆散した。

## ゾンビ
本項では今作に登場するゾンビを紹介する。なおこのシリーズのゾンビは、その外見ゆえ便宜上呼ばれているだけで、本来のそれとは異なる存在である（『III』や『ザ・ハウス・オブ・ザ・デッド 4』には死亡した人間が変貌したものも登場する）。
研究の過程で生まれた未熟な生命体で、斧やチェーンソーといった武器を扱う知能はあるものの意思や感情などは無く、無秩序。本能のみで行動し、自らのテリトリーを侵した者を無差別に攻撃するという動物的な特徴を強く持っている（『ザ ハウス オブ ザ デッド オフィシャルガイド』より）。なお、この作品のみ通例ボスだけに割り振られているTypeが一般ゾンビにも付けられている（後述の無名ゾンビ群のみType不明）。
サム (Sam) Type A-1
最も多く造られたゾンビ。スキンヘッドで、腸がわずかに露出している。人間の血肉を求め徘徊する。主な攻撃は噛み付き。全ステージに登場。
ネイル (Nail) Type A-2
ザンバラ髪に黒い服を着たサムの改良型ゾンビ。主な攻撃は殴りだが、両腕を撃ち落とされている場合は体当たりしてくる。
シリル (Cyril) Type A-3
両手に斧を持つゾンビ。斧を投げつけたり、直接斬り付けて攻撃して来る。投げつけてくる場合は投げ尽くすと原則として居なくなるものの、時々例外もある。この時は噛み付きで攻撃してくる。斧は独特の軌道で飛んでくるため、以降のシリーズに比べるとやや撃ち落しにくい。家庭用移植では斧を撃ち落とさなくてもダメージを受けずに済むことがある。両腕を撃ち落とすと体当たりしてくる。
本編では後に『SD』で再登場を果たした他、ディズニーアニメ映画『シュガー・ラッシュ』にゲスト出演しており、こちらでは悪役グループの一員として登場している。
カゲオ (Kageo) Type B-1
全身がミイラ状のゾンビ。貧相な外見をしており、耐久力は低い。そのため他のゾンビよりも比較的簡単に倒すことができる。下水道などジメジメした場所を好んで生息している。日本人がモデル。主な攻撃は殴り。全シリーズ登場。
ブルボン (Bourbon) Type B-2
全身に苔が生えたゾンビ。痩躯だが耐久力はそこそこあり、唐突に現れて奇襲を仕掛けてくることが多い。主な攻撃は殴り。
エビタン-a (Ebitan a) Type B-3
全身がドロドロに腐敗した醜悪なゾンビ。水中から襲いかかってくる。主な攻撃は噛みつき。全シリーズ登場。説明書では名前がEvitanと表記されているものの、以降のシリーズではEbitanとされている。
エビタン-b (Ebitan b) Type B-4
エビタンの腐敗が進み上半身だけになったもの。刃物のような武器を持ち、プレイヤーの頭上から襲いかかってくることが多い。特にぶら下がっての斬り付け攻撃はスピードが非常に早い。
ぶら下がっているタイプは両腕を失った場合、体当たりや何かを吐きつけて攻撃してくる。囮として出てくることもある。
サムソン (Samson) Type C-1
チェーンソーを持つゾンビ。オーバーオールを着ており、樵のような容姿をしている。耐久力は全ゾンビの中で最も高い。チェーンソーで弾丸を弾きつつ、斬り付けて攻撃してくる。
右腕を撃ち落とすとチェーンソーも落とすことができるがダメージは一切与えられない。チェーンソーを失った場合は体当たりや噛み付き攻撃を行ってくる。
後に『SD』では容姿が大きく変わって再登場した他、サムソンの強化版と言えるサムソンJrも登場した。
ベントリー (Bentley) Type C-2
太った体形の割には動きが素早いゾンビ。上半身の至る所が血で塗れた膿疱で覆われたグロテスクな風貌を持つ（SS、PC版では再現されておらず単に皮膚が剥がれているだけの姿になっている）。
体当たりをしてきたり、樽やドラム缶などを投げつけて攻撃してくる（樽は1発、ドラム缶は5発撃ちこむと破壊できる）。第2章では彼の攻撃を受けて高所から落ちてしまい、それによってルートが分岐することがある。
サムソン同様容姿は大きく異なるものの、『SD』で再登場する。
バーナー (Burner) Type C-3
サムソンの改良型。上半身の皮膚が無く、マスクを着けている。火炎放射器を持ち、炎を叩きつけて攻撃してくる。だがサムソンよりも動きは鈍く、耐久力も劣る。
サムソン同様、右腕を撃ち落としてもダメージは一切与えられない。火炎放射器を失った場合の攻撃パターンはサムソンと同じ。第3章のみ登場。
サイモン (Simon) Type D-1
角刈りで筋肉質のゾンビ。屋敷内の家具などを破壊した張本人でもある。左腕の筋組織が剥き出しになっており、殴りかかったり、ベントリー同様樽などを投げつけて攻撃してくる。
また、彼のみ研究員を投げつける攻撃（投げられる前に倒さないとダメージを受け、研究員も死亡してしまう）を行う。ベントリーと同様に彼の攻撃を受けて高所から落ちてしまい、それによってルートが分岐することがある。
SS版ではある個所を撃って放置するとその場で呻き声をあげてはしゃがみを繰り返すバグが存在する。
ほぼ同じ姿で『SD』に再登場する。
ギルモア (Gilmore) Type D-2
全身の筋組織が剥き出しのゾンビ。動きは鈍い。巨大なハンマーで攻撃してくる。筋組織の色は本体の血の色と同色となる。
ハリス (Harris) Type D-3
ギルモアの改良型と思われるゾンビ。ギルモアと違い長髪で髭を生やしている。鎖付きの鉄球を振り回し、プレイヤー目掛けぶつけて攻撃してくる。
この鉄球は撃ち落せず、銃弾が弾かれる。基本はその場から移動はしない。ただし、右腕を撃ち落され鉄球を失った場合は接近し体当たりしてくる。
ロバート (Robert) Type D-4
サイモンの完成型。攻撃パターンはサイモンと同様。サイモンと異なり左半身が装甲で覆われており、こちらの攻撃を受け付けない。顔部分に攻撃を受けると左腕で顔面を防御する。
ルービン (Rubin) Type E-1
山高帽にスーツ姿の小型ゾンビ。両手に鉤爪を装備している。引っ掻いて攻撃してくる。第2章のみ登場。
後に後述のドレイクと共に『SD』に再登場。
ドレイク (Drake) Type E-2
両手に持ったナイフを投げつけてくる小型ゾンビ。ルービンと同じ風貌で、帽子やスーツの色が違う。投げ尽くした後は噛み付いて攻撃してくる。ルービンとコンビを組んで現れることもある。第2章のみ登場。
ムーディー (Moody) Type E-3
ルービンの完成型。ボディのほとんどが機械のようなパーツで覆われており、その外見はゾンビと呼ぶよりもサイボーグに近い。伸縮自在の右腕のカギ爪で攻撃してくる。パーラーと同じく水中に対し適応性を持つ。
壁に張り付くこともでき、至近距離から腕を伸ばして攻撃してくることもある。カギ爪攻撃は飛び道具と同じ扱いなので狙い撃つことで弾き返せる。
パーラー (Parlor) Type E-4
ドレイクの完成型。赤い眼、銀色の不気味なボディを持ち、およそゾンビとはかけ離れた姿をしている。水中から襲いかかってくるパターンもある。レーザーナイフを投げつけて攻撃してくる。ドレイクと違いレーザーナイフは無限。ただし、体力面でドレイクに劣る。
ケンフィス (Kenfis) Type F-1
犬型ゾンビ。背中には翼があるが飛ぶことはできない。説明書には「飛ぶことを目的としたが失敗した」とある。攻撃は噛み付き。青と茶色の2種類が存在する。基本は1発で倒れるが、中庭ルートに出てくるものは耐久力がある。第1章のみ登場。
サルゾウ (Saruzou) Type F-2
ニホンザル型ゾンビ。第1章のみ登場。2体1組で登場することが多く、素早いジャンプや三角飛びで動き回り、噛み付きや引っ掻いて攻撃してくる。「ドアを開けた瞬間に攻撃」や「背後のガラスを割って登場」など、プレイヤーの意表を突いた行動を取る。
動きが素早い上に頭以外を撃ってもダメージが大きく軽減されてしまい、ジャンプしている時に攻撃を当てると吹き飛んだ後にダウンし、大きな隙を晒す。
体色は白、ただし館の入り口に出てくる2体のサルゾウは黒色である。これに限り1発で倒せる。また、この時左右どちらを倒したかによりルートが分かれる。
ブエール (Bueel) Type F-3
カエル型ゾンビ。目は無いが鋭い牙を持ち、水中から襲い掛かる。攻撃は噛み付き。第1章のみ登場。続編の『2』にも登場するが、綴りがBouereに変わっている。
デビロン (Devilon) Type F-4
コウモリ型ゾンビ。攻撃は噛み付き。全シリーズ登場。本作では第二章のボス、ハングドマンの子分という設定であり、親玉であるハングドマンが倒されるとそれ以降は登場しなくなる。
モゥラー (Murrer) Type G-1
ヘビ型ゾンビ。体は小さく、目らしきものは無いが鋭い牙がたくさん生えている。集団で登場してはプレイヤーに飛びかかって噛みついてくる。血や死体に群がる習性を持つ。死体に群がっているタイプは動き出すまで倒せない。全シリーズ登場。
ナーメ (Name) Type G-2
ナメクジ型ゾンビ。体液を弾のように飛ばして攻撃してくる。素早い動きで接近し、すれ違いざまに超至近距離から飛ばしてくるタイプ（このタイプのみナーメを素早く倒さないと必ずダメージを受ける）と、群れで蠢きながら遠距離からひたすら飛ばしてくるタイプがいる。体液は撃ち落とし続けると飛んでくるスピードが次第に速くなっていく。進行ルートによっては登場しない。第1章のみ登場。
タラン (Thalang) Type G-3
クモ型ゾンビ。攻撃は噛み付き。Hermitの分身で、血と機械の油を好む。第3章のみ登場（なお、『4』では同じくクモ型のボスであるラヴァーズの子供として出現）。
無名ゾンビ1
第1〜3章に登場。背景をフラフラと徘徊しているだけのものが多い（これらも撃てば倒すことができ、得点も入る）。髭の生えたがたいのいいタイプ、スキンヘッドのタイプ、シャツを着たタイプの3種類が存在し、攻撃は噛み付き、殴り、体当たりのいずれかをランダムで行ってくる。耐久力を持たないため、攻撃箇所を問わず一発で倒すことが可能。リメイク版でようやくそれぞれにビンセント（髭）、アイバン（スキンヘッド）、ショーン（シャツ）という名称が付けられた。
無名ゾンビ2
第1章のみ登場。進行ルートによっては登場しない。エビタン、ブルボンの群れに紛れて出現する。エビタンのような風貌のゾンビで、ゆっくりと接近し噛み付いてくる。無名ゾンビ1同様、耐久力は無く、どこを撃っても一発で倒せる。家庭用移植版では体色が緑色から灰色に変更されている。リメイク版での名称はエビタンc。
無名ゾンビ3
第2章のみ登場。進行ルートによっては登場しない。培養カプセルを破壊して出現する。一見パーラーに見えるが、左側頭部の青いラインが無いなど、些細な違いがある。レーザーナイフ攻撃は持たず、サルゾウと同じ動きで攻撃してくる。無名ゾンビの中では最も耐久力が高い。内部データ上での名前はKage。リメイク版での名称はハンゾウ。
無名ゾンビ4
第3章のみ登場。サムに似ているがタラコ唇で、首周辺と右腕の筋組織が剥き出しになっている。動きはネイルと同様で、殴りかかって攻撃してくる。リメイク版での名称はラリーで、サイモンの亜種のような筋肉質タイプのゾンビに変更されている。

## 開発逸話
- アーケード版では、ロケテストの段階ではエアコンプレッサーを利用したブローバック機能を搭載したガンコントローラーを使用していたが、故障が相次ぎ、予備のガンコントローラーを急遽取り寄せたり、スタッフが現地で修理を行っていた。そのため、製品版ではブローバック機能は実装を見送る形になり、同社が以前に発売、稼働していた『バーチャコップ』シリーズで採用されていたものと同じガンコントローラーを流用することになった[6]。
- ゾンビから噴き出る血は赤、緑、青、紫の4種類に設定が変更できた（工場出荷設定は赤色）。しかし、赤色では過激すぎるというクレームが相次ぎ、また、リリース同年に起きた事件の影響もあり、当時のセガの日本での直営店では緑色に統一となる。その後、セガサターン版でも日本版のみ血の色を緑から赤へ変更できる隠しオプションが削除。Windows版でも全版で血の色が変更できたが、日本版のみ黄色、紫、青、緑といった4色で、赤色は含まれていなかった。続編の『2』でも日本版のみ血の色は緑固定でアーケード版では敵を倒した際の血反吐も日本版のみ削除されている（家庭用移植版では全て血反吐無し）。そのため、日本で発売されたこのシリーズのアーケード版で赤い血が噴き出すのはこの初代のみ。一方で移植版の方は、Xbox版『III』以降の移植作品が日本版でもオプションの項目で血の色を赤に変更することが可能となっている。
- 全国のゲームセンターをはじめとした施設で稼動が始まった当時、研究員（『2』は一般市民）がゾンビから容赦無しに相次いで殺される表現が酷いと一部の新聞で取り上げられ、問題となった[要出典]。
- 本作の舞台となっているキュリアン邸は、同じワウ・エンターテイメント製作のアクションゲーム『ゾンビリベンジ』でもエピソード6 〜THE HOUSE OF THE DEAD〜（6面）の舞台として登場しており、この面のBGMもChapter 1と同じである（前半のみだが）。敵もサム、カゲオ、エビタン、ブエールが登場しており、またブラックマジシャンというMagicianを完成させたような敵（ただし説定では、このゲームの黒幕「ZED」の肉体を器として目覚めた破壊神という存在[要出典]）がラストボスとして登場する。
- 攻略本『ザ・ハウス・オブ・ザ・デッド電脳指南』に掲載されている開発者インタビューによると、開発当初はゾンビではなくゴーストを撃つゲームにするという案だった（正確にはゴーストだと撃てないのでポルターガイストのように家具などが襲ってくるといった感じにするつもりだったらしい）。他にもソフィが最初のボスとして登場する案もあったが、「女を撃つのはマズイ」ということでボツになった。またChariotは鎧破壊時に破片がこちらに飛んでくるので撃ち落さなければならないという案があった。他にもボスについては当時のアーケードゲーム専門雑誌『ゲーメスト』[要文献特定詳細情報]に掲載されていた設定資料では、当初Hangedmanのデザインはかなり蝙蝠に近いデザイン（暗視スコープを装着している点は同じだが）。Hermitは最終ボスの幼虫という設定だった模様で、デザインも蜘蛛ではなく、甲虫型のモンスターといった感じのデザインだった。

## 移植
アーケード版の稼動から約1年後にセガサターンおよびWindowsに移植されている。セガサターン版の開発はセガではなくオーストラリアのTantalus Interactiveが担当した（Windows版はセガサターンをベースにセガが開発）。セガサターン版は『バーチャコップ』などと同様にバーチャガンに対応。
グラフィックの面では、MODEL2の滑らかなグラフィックに対して、3D描写量が少ないセガサターンではMODEL2のグラフィックは再現できず、非常に荒いグラフィックになり、容量の都合から多くの効果音も削除され、ステージ中の特定のポイントではロードが発生する。
セガ開発のWindows版はセガサターン版をベースにしているものの、高いハード性能を活かした滑らかなテクスチャ、ロード時間の短縮およびステージ中のロードの削除、セガサターン版で削除されていた効果音の追加、残弾および残ライフ表示がアーケード版のものに変更など、比較的アーケード版に近い移植が行われている。設定画面から敵の血の色を変更できるが日本語版のみ赤色が削除されており、当時AC版で設定できた過激な表現が再現できなくなった。Windows版はインストーラーの一部（InstallShield）に16bit処理が含まれており、昨今のWindows 64bit OSでは互換モードを使用してもインストールを完了することができない。

## リメイク版
2021年4月15日にNintendo Switchソフトでリメイクされる『THE HOUSE OF THE DEAD: Remake』のゲームプレイ映像が公開された。その後、PC（Steam/GOG.com）/PlayStation 4/Xbox One版を、4月28日に配信すると発表した。
2022年4月7日、Switch版が日本を含む全世界でリリースされ、2022年4月28日にPC（Steam/GOG.com）/PS4/Xbox One版が配信された。なお、プラットフォームによって若干内容が異なる（Switch/PS4/Xbox One版はレーティングがCERO：D（17才以上対象）の都合上、ステージに配置された味方キャラクターである科学者が撃てない、ゾンビが欠損しないにもかかわらず当たり判定がなくなるなどの表現規制が行われているがPC版はこれらの規制がない）。
2023年6月25日にレイニーフロッグより発売されたPlayStation 5/PlayStation 4/Nintendo Switch用パッケージソフト『ザ・ハウス・オブ・ザ・デッド:リメイク Zバージョン』はレーティングがCERO：Z（18才以上のみ対象）となり、身体の分離・欠損描写などを含む演出や研究者への発砲の要素が追加されている。なお、上記のリメイク版との間でセーブデータの引き継ぎはできない。